# ジャネット (航空会社)
株式会社ジャネットは、山梨県甲斐市に本社を置く日本の航空会社である。ヘリコプターによる資材運送、チャーター、報道取材協力、遊覧飛行、消防防災ヘリコプターの運航受託などを行っている。

## 概要
山梨県を拠点に航空事業を営業している会社。学校法人日本航空学園の航空事業部が発展する形で発足している。山梨県の防災ヘリの運航受託を行っている。

### 使用機材
- ベル206B型
- シコルスキー S-76
- ベル 407

### 事業内容
航空運送事業
- 人員輸送・物資輸送・遊覧飛行
- 資材運送
- チャーター・視察遊覧飛行

航空機使用事業
- 空中撮影
- 報道取材
  - 山日YBSグループ（山梨日日新聞）
    - なお、山日YBSグループに属する山梨放送は中日本航空に運航を委託している（ヘリコプターは静岡ヘリポートを拠点とし、静岡第一テレビとの共同運用）。
- 航空機搭乗実習訓練 - 日本航空学園航空科学生対象

その他
- 操縦士・整備士訓練
- 運航受託
  - 山梨県防災航空隊

固定翼整備事業
- 日本航空学園航空部のサポート

## 沿革
- 1989年 - 学校法人日本航空学園の航空事業部が発展する形で発足
- 1992年 - 株式会社東日本航空運航本部を買収し航空機使用事業に進出
- 1994年 - 資本金を４億円に増資
- 1996年 - 子会社の株式会社東日本航空運航本部を株式会社ジャネットエアーサービスに社名変更。株式会社ジャネットが固定翼機分野を担当し、株式会社ジャネットエアーサービスがヘリコプター分野を担当
- 2010年 - 子会社の株式会社ジャネットエアーサービスを吸収合併